# Leistungsbeurteilung (Personalwesen)
Die Leistungsbeurteilung ist ein unternehmerisches Führungsinstrument, welche zur Planung und zum Controlling sowie für eine Anzahl personalwirtschaftlicher Ziele eingesetzt wird. Sie ist neben der Potenzialbeurteilung ein Teilbereich der Personalbeurteilung. Sie bezieht sich auf Leistungen und Verhalten der Vergangenheit.

## Einsatzbereiche
Im Rahmen des Führens durch Zielvereinbarung dienen Leistungsbeurteilungen der Festlegung von Entgelt sowie der Personalentwicklung. Sie werden aber auch benötigt im Rahmen des ergebnisorientierten Führens. Leistungsentgeltsysteme sind auf Leistungsbeurteilungen als Grundlage angewiesen.
Je nach Art des festzulegenden Leistungsentgeltes unterscheiden sich die Methoden zur Leistungsbeurteilung:
- Akkordlohnbereiche, in denen Mitarbeiter eine kurzfristige Ergebnisrückkopplung auf metrischem Skalenniveau benötigen,
- leitende Mitarbeiter im Sinne § 5.3 BetrVG,
- Vertriebsmitarbeiter, welche Provisionen im Sinne der Regelungen § 7 HGB für Handelsvertreter erhalten sowie
- kaufmännische und technische Mitarbeiter, die nicht zu den genannten Personenkreisen gehören.

Für die Leistungsbeurteilung finden sich neben Leistungsentgelt noch weitere Adressaten. Der Mitarbeiter erhält Informationen über seine Leistung und er erkennt wie er vom Vorgesetzten eingeschätzt wird. Dies ermöglicht ihm, seine weitere Zukunft im Unternehmen zu planen. Der Vorgesetzte erhält Informationen über Stärken und Schwächen der Mitarbeiter. Er hat damit Anhaltspunkte, um die Leistung seiner Abteilung zu verbessern. Die Personalabteilung erhält Informationen für Beförderung oder Zeugniserteilung der Mitarbeiter. Die Unternehmensleitung kann den Aus- und Weiterbildungsbedarf im Unternehmen planen.

## Methodik
Es wird zwischen Abwärtsbeurteilung und gleichgestellten Beurteilung unterschieden. Abwärtsbeurteilung liegt in jedem Fall einer Vorgesetztenbeurteilung vor während bei Beurteilungen durch Kommissionen aus Kollegen eine unter gleichgestellten erfolgt. Für die Beurteilung von Gruppenarbeiten kann das auch zweistufig sein: Erst beurteilen die Mitarbeiter einige Kriterien wie zum Beispiel das Teamverhalten, dann kommt die Beurteilung durch den Vorgesetzten. Dieses Vorgehen soll die Qualität und Akzeptanz der Beurteilung erhöhen. Zunehmend kommt auch eine Aufwärtsbeurteilung vor, in der beispielsweise Studierende ihren Professor und Mitarbeiter ihren Chef beurteilen. Soweit eine Leistungsbeurteilung nicht zur Entgeltfindung eingesetzt wird, ist auch eine Selbstbeurteilung vorstellbar.
Die Leistungsbeurteilung ist ein besonders sensibler Bereich, da die fachliche und persönliche Beurteilung des Mitarbeiters sowohl zu Leistungssteigerung und Arbeitsfreude als auch zu Demotivation und innerer Kündigung führen kann. Deswegen ist es wichtig, Kriterien systematischer Leistungsbeurteilung (beispielsweise Arbeitsqualität als Sorgfalt und Genauigkeit, Arbeitsquantität in Menge oder Umfang des Arbeitsergebnisses, Selbständigkeit etwa bei Arbeitsplanung, -ausführung, Teamfähigkeit oder Arbeitseinsatz als Einstellung zur Arbeit, Initiative) zu berücksichtigen:
- Die Beurteilungsmerkmale sind in einem Katalog festgelegt, einheitlich und transparent.
- Die Einstufung der Merkmale erfolgt anhand eines klar definierten Maßstabes der durch Brückenbeispiele abgesichert ist.
- Die Gewichtung der Merkmale gegeneinander ist für den Mitarbeiter einsichtig und nachvollziehbar.
- Es gibt einen festgelegten Beurteilungszeitraum.

Kern der Leistungsbeurteilung ist ein Katalog von Merkmalen, der die erbrachte Leistung anhand verschiedener Kriterien darstellt. Die Qualität der Leistungsbeurteilung hängt von weiteren Kriterien ab:
- sorgfältige Durchführung,
- Anwendung standardisierter Beurteilungsmethoden,
- persönlicher Eindruck aus dem Dauerverhältnis Vorgesetzter und Mitarbeiter sowie
- Beurteilungskompetenz des Beurteilers (diese sollte gezielt geschult werden).

Damit die Leistungsbeurteilung von den Mitarbeitern akzeptiert wird, müssen die Beurteilungsmaßstäbe für alle Mitarbeiter gleich und langfristig stabil sein.
Beurteilungsgespräche sollten in lockerer, möglichst Angst freien und entspannten Atmosphäre stattfinden, sie sollten auch als Grundlage für Personalentwicklung dienen.

## Mitbestimmung bei Beschäftigten
Die Aufstellung allgemeiner Beurteilungsgrundsätze bedarf der Zustimmung des Betriebsrates (§ 94 Abs. 2 BetrVG). Zwar ist eine Zustimmung des Betriebsrates zu einer einzelnen Beurteilung eines Mitarbeiters nicht erforderlich, dem verwendeten Beurteilungsverfahren (beispielsweise eines Vorgesetztenfragebogen) muss er zustimmen. Diese Zustimmung soll die Objektivität und Relevanz der verwendeten Kriterien und Verfahren sicherstellen. Die Ergebnisse der Leistungsbeurteilung sollten zwischen Vorgesetztem oder Beurteiler und Mitarbeiter in einem Gespräch besprochen werden. In diesem können dann auch seine Entwicklungsmöglichkeiten aufgezeigt werden. Dem Mitarbeiter ist allerdings auch klarzumachen, warum seine Leistungen eine bestimmte Bewertung erhalten haben. Auf ein solches Gespräch hat der Mitarbeiter nach § 82 Abs. 2 BetrVG ein Anrecht. Zu dem Gespräch kann der Mitarbeiter ein Mitglied des Betriebsrates einladen.

## Leistungsbeurteilung bei Führungskräften
Rund 80 % der Führungskräfte erhalten eine leistungsorientierte Vergütung deren Anteil den des Fixums nicht selten erheblich übersteigt. Sie beruhen zum größten Teil auf vertraglich zwingende Regelungen, deren Leistungsbeurteilungen durch Dritte nachvollziehbar sind. Das können beispielsweise Umsatz, EBIT oder der börsennotierte Unternehmenswert sein. Die Bezugsgröße muss für die Führungskraft jedenfalls legal beeinflussbar und auf den Verantwortungsbereich zugeschnitten sein. Dazu können so genannte Ermessens-Tantiemen und Goodwill-Prämien kommen.